# Mikouague
Mikouague (ou Mikoague, Miko Ague, Mikouage) est un village du Cameroun situé dans la région de l’Est, le département du Haut-Nyong et la commune d'Atok, sur la route qui relie Abong-Mbang à Ayos.

## Population
En 1966-1967, Mikouague comptait 309 habitants, principalement des Maka Bebend, un sous-groupe des Maka. Lors du recensement de 2005, on y dénombrait 336 personnes. Une enquête de terrain publiée en 2011 en a recensé 813.

## Infrastructures
La localité dispose d'une école catholique.